# St. Laurentius (Ebersdorf bei Coburg)

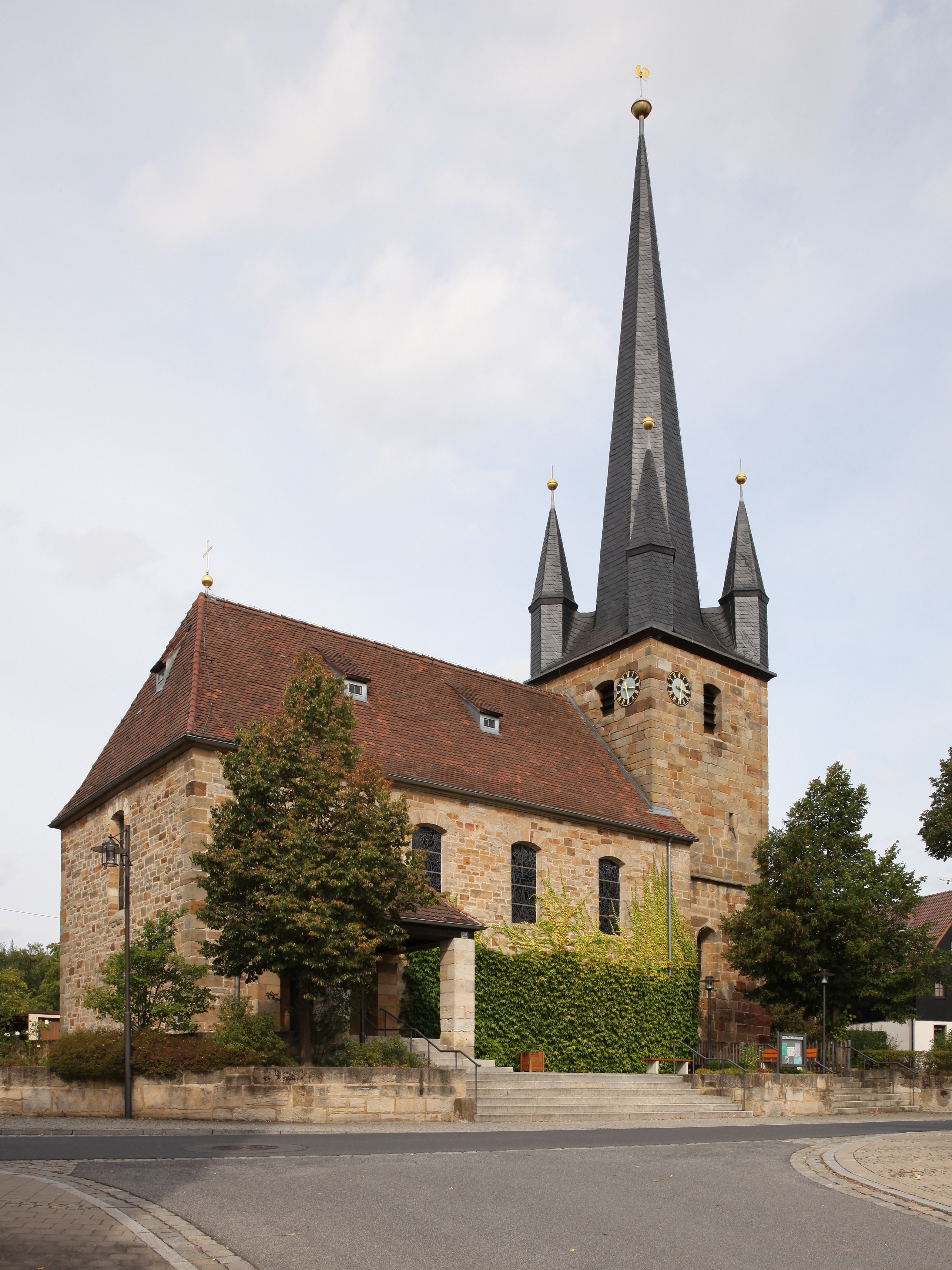
Pfarrkirche St. Laurentius in Ebersdorf bei Coburg

Die evangelisch-lutherische Pfarrkirche St. Laurentius in Ebersdorf bei Coburg im Landkreis Coburg stammt in ihrer heutigen Gestalt aus dem 20. Jahrhundert.

## Geschichte
Ursprünglich war Ebersdorf nach Fechheim eingepfarrt. Im Jahr 1264 wurde ein Kloster der Zisterzienserinnen in dem Ort geweiht. Der Name des Klosters war „Campus solis“ (Sonnefeld). In der Folge ließen die Nonnen eine Kapelle errichten, weil den Laien, insbesondere den Männern, ein Besuch der Klosterkirche nicht erlaubt war. Am 12. September 1270 wurde das Gotteshaus dem heiligen Laurentius geweiht. Es war eine Tauf- und Begräbniskapelle mit einem Altarraum im Sockelgeschoss eines Wehrturmes. 1287 wurde die Abtei durch einen Brand zerstört und später im benachbarten Sonnefeld neu aufgebaut. Die Wehrturmkirche wurde vermutlich um ein Kirchhaus erweitert. Im 15. Jahrhundert war Ebersdorf eine Pfarrei, die kirchliche Betreuung oblag dem Kloster. Nach der ersten protestantischen Kursächsischen Kirchenvisitation 1528/29 wurde ein protestantischer Pfarrer berufen und das Pfarrspiel um Frohnlach erweitert.
Im Dreißigjährigen Krieg wohl beschädigt erfolgte 1687 eine Verlängerung und Aufstockung des Kirchenschiffes. Weitere Ergänzungen wurden 1729, 1751 und 1809 vorgenommen. 1837 ließ die Kirchgemeinde östlich des Dorfes einen neuen Friedhof anlegen. Dieser ersetzte den alten Friedhof um die Kirche, der von einer starken Sandsteinmauer begrenzt war. 1934 wurde die Kirche renoviert.
Am Montag, dem 16. Juli 1946, zerstörte ein gegen 2:30 Uhr ausgebrochenes Feuer die Kirche. Die Brandursache konnte nicht ermittelt werden. Ende 1948 wurde die Kirchenruine bis auf die Turmmauern abgebrochen. Am 20. März 1949 fand die Grundsteinlegung für den Kirchenneubau statt. Am 19. März 1950 folgte die Weihe des neuen Gotteshauses, das nach Plänen des Coburger Architekten Reinhard Claaßen errichtet worden war. 1981 ließ die Gemeinde eine grundlegende Renovierung durchführen. Der Kirchturm hatte zunächst ein flaches Zeltdach. Dies wurde im Juli 1984, entsprechend dem historischen Vorbild, durch einen spitzgiebeligen Turm mit vier Scharwachttürmchen ersetzt.
Seit 1999 trägt die Kirche wieder den Namen St. Laurentius. Die Glockengießerei Bachert in Bad Friedrichshall goss 2003 ein neues Dreiergeläut, bestehend aus der kleinen Taufglocke (750 kg), der mittleren Gebetsglocke (1050 kg) und der großen Sterbeglocke (1500 kg). Die alten Gusseisenglocken befinden sich seitdem im Pfarrgarten. 2009 wurde der Kircheninnenraum und neu gestaltet. Dabei wurden der Altar und der Taufstein in die Mitte der südlichen Seite des Kirchenschiffes verlegt. Die Bänke sind von drei Seiten zu ihm als Mittelpunkt hingewandt.

## Baubeschreibung

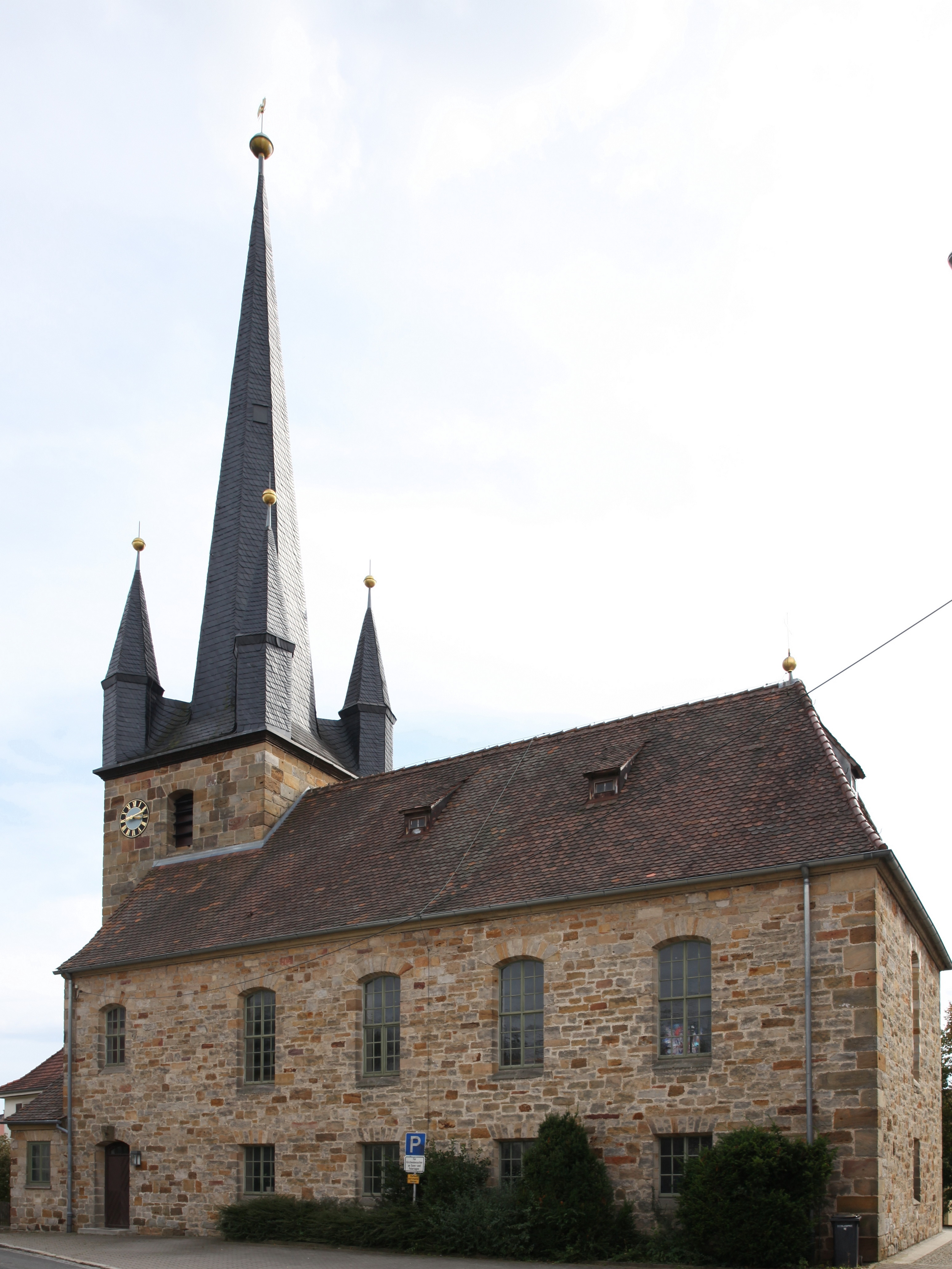
Nordseite

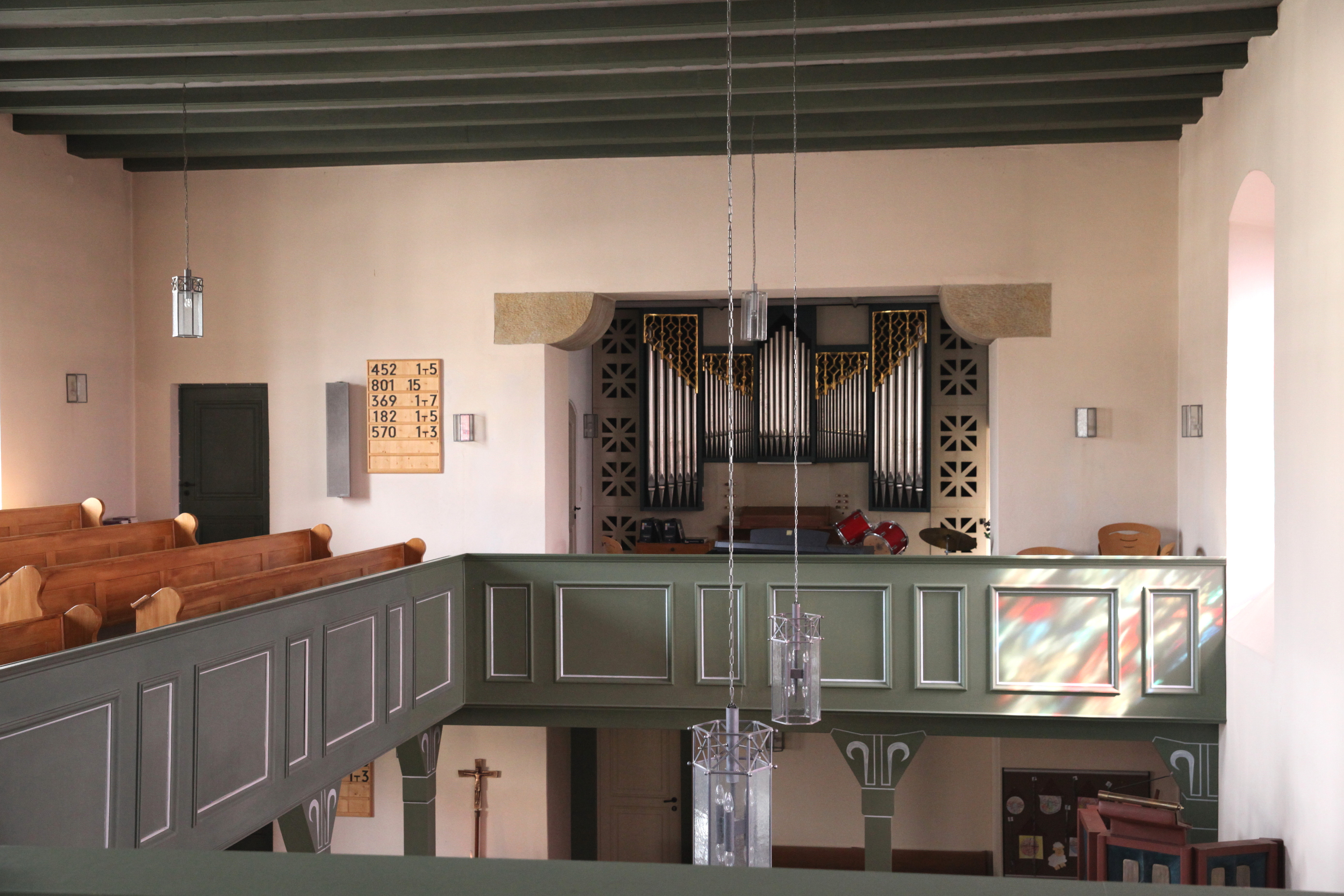
Empore

Die ursprüngliche Chorturmkirche hatte bis zum Brand 1946 ein 13 Meter langes und 6,2 Meter breites Langhaus, das von einer geputzten Flachdecke überspannt wurde. Es war mit übertünchten gotischen Fresken ausgemalt. Zwei Emporengeschosse auf Holzsäulen waren an den Längs- und der Westseite vorhanden. Die Haupteingänge befanden sich auf der Westseite. Unten war eine rundbogige Tür mit Profil und dem Rautenkranzwappen in einer Kartusche, darüber eine rechteckige Tür zur Empore, die über zwei hölzerne Außentreppen mit einer Verdachung erschlossen war. Drei große rundbogige Fenster hatten die Längsseiten. Den oberen Abschluss bildete ein Satteldach. Ein hoher Triumphbogen mit einer Korbbogenform und rechtwinklig profiliert hatte das Langhaus mit dem Chorraum verbunden, in dem die Orgel auf einer Empore angeordnet war.
Der 37 Meter hohe Kirchturm weist romanische Formen auf. Über dem 7,1 Meter langen und 4,3 Meter breiten romanischen Chorraum im Erdgeschoss folgt nach einem Gesims das spätgotische erste Obergeschoss mit Schlüsselscharten und Fensterschlitzen. Das zweite Obergeschoss mit der Glockenstube war früher verschiefert. Die Sakristei war südlich angebaut.
Auf der Brandruine entstand 1950 das neue Kirchenschiff, das um 3 Meter Richtung Norden verbreitert wurde. Der massive Turm konnte erhalten bleiben. Das Langhaus hat eine an drei Seiten umlaufende, eingeschossige, hölzerne Empore und wird von einer Balkendecke überspannt. Die Längsseiten haben vier Fensterachsen. Ein Richtung Westen abgewalmtes Satteldach bildet den oberen Abschluss.
Der ehemalige Altarraum im Turmuntergeschoss beherbergt seit dem Neubau die Sakristei. Darüber befindet sich die Orgel, überspannt von einer hölzernen Felderdecke. Die Kanzel schmücken geschnitzte Reliefs des Coburger Bildhauers Edmund Meusel. An der Südseite befindet sich der neue seitliche Haupteingang mit einer Vorhalle.

## Orgel
Das 1687 verlängerte Gotteshaus erhielt 1689 seine erste Orgel. Diese stellte der Kulmbacher Orgelbauer Daniel Felix für 144 Gulden auf. 1805 erwarb die Kirchengemeinde ein neues Instrument für 450 Rheinische Gulden. Es war die 1734 gebaute Sommerchororgel des Klosters Banz. Sie wurde auf einer niedrigen Empore im Chor aufgestellt und hatte einen siebenteiligen Prospekt, zwölf Register auf Manual und Pedal. 1946 verbrannte die Orgel mit der Kirche. 1954 stellte Wacker Ludwigsburg eine neue Orgel mit dreiteiligem Prospekt und Spielschrank auf der Ostempore auf. Das Instrument hat zwölf Register auf zwei Manualen und Pedal.

## Pfarrei
Zum Kirchensprengel gehören neben Ebersdorf die benachbarte Ortschaft Frohnlach und die Einöde Dürrmühle. Anfang der 1980er Jahre hatte die Gemeinde 3300 Mitglieder, davon wohnten 1200 in Frohnlach.